# Jeziórko (województwo podkarpackie)

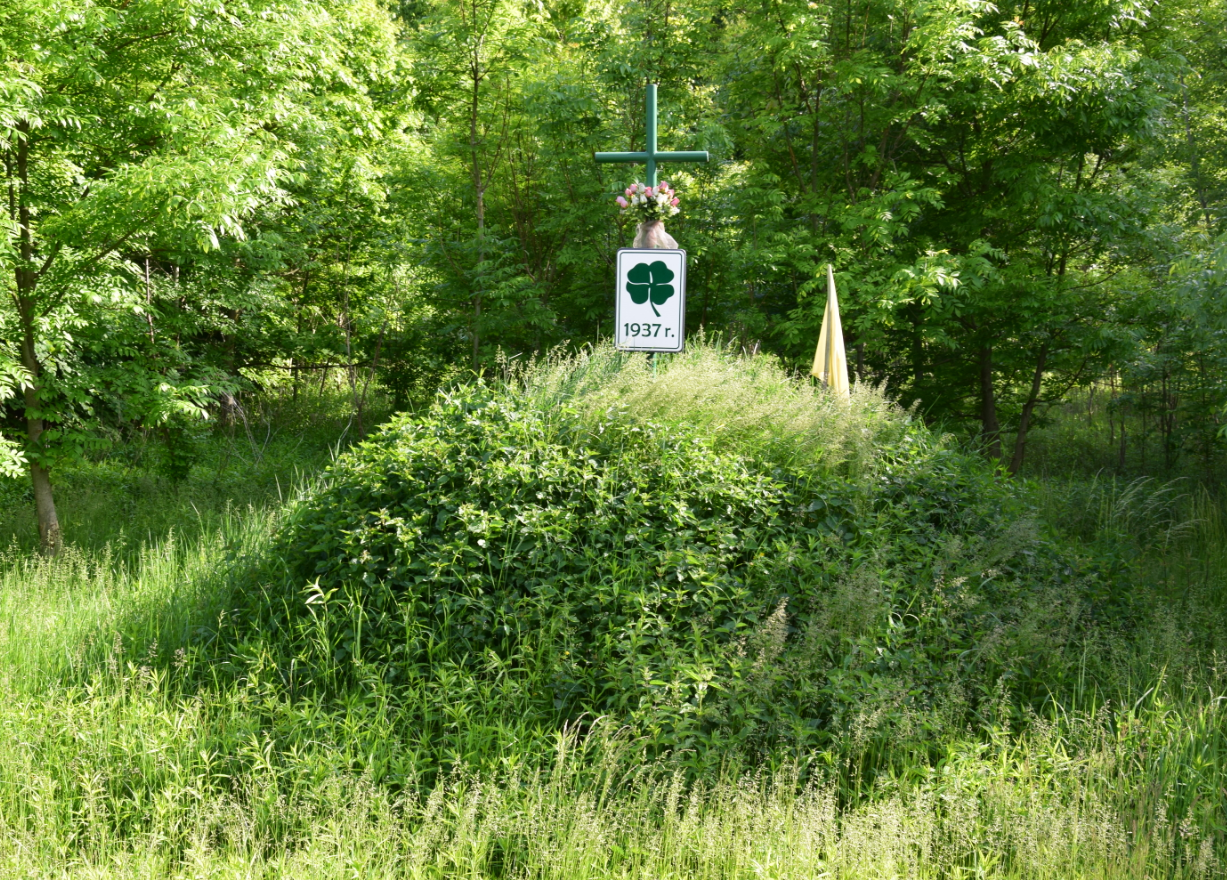
Kopiec przy wsi Jeziórko, zbudowany przez chłopów w miejscu zabicia mieszkańca Grębowa przez funkcjonariuszy Policji Państwowej w 1937 roku.

Jeziórko – wieś w Polsce położona w województwie podkarpackim, w powiecie tarnobrzeskim, w gminie Grębów.
| SIMC    | Nazwa          | Rodzaj    |
| ------- | -------------- | --------- |
| 1043626 | Głodna Górka   | część wsi |
| 1043632 | Kobylarnia     | część wsi |
| 1043649 | Kobyłka        | część wsi |
| 1043655 | Królewszczyzna | część wsi |
| 1043661 | Na Kobyłce     | część wsi |
| 1043678 | Podchoinie     | część wsi |
| 1043684 | Poręba         | część wsi |
| 1043690 | Stare Chałupy  | część wsi |
| 1043709 | Zajezierze     | część wsi |

W latach 1954–1960 wieś należała i była siedzibą władz gromady Jeziorka, po jej zniesieniu w gromadzie Grębów. W latach 1975–1998 wieś administracyjnie należała do województwa tarnobrzeskiego.
Pierwsze wzmianki o miejscowości Jeziórko pochodzą z 1700 r. Nazwa wsi pochodzi od niewielkiego jeziora, które tam kiedyś było. Wieś usytuowana była na skraju wzgórza wyniesionego ponad okoliczne mokradła. Znajdował się w niej most nad rzeką (aktualnie Żupawką). Mieszkańcy Jeziórka, Jeziorzanie posługiwali się gwarą lasowską. W latach 60. XX wieku wieś liczyła ok. 60 gospodarstw. Odkrycie złóż siarki w 1953 r. doprowadziło do powstania Tarnobrzeskiego Okręgu Siarkowego. W 1966 r. rozpoczęła działalność Kopalnia Siarki „Jeziórko”. W miarę rozwoju kopalni wieś Jeziórko oraz mniejsze przysiółki były wysiedlane i niszczone. Ostatnie gospodarstwo w Jeziórku zostało wysiedlone w 1995 r. Kopalnia zakończyła działalność w 2001 r. Pokopalniane tereny zostały zrekultywowane przyrodniczo w kierunku wodno-leśno-łąkowym. Jedynymi śladami po dawnej wsi jest pamiątkowy kamień, stara studnia, krzyże i kapliczki. 
Przez wieś przebiega trasa drogi wojewódzkiej nr 871. Odcinek przebiegający przez zapadlisko spowodowane szkodami górniczymi został wyremontowany i ponownie oddany do użytku 29 lipca 2011 r..
W 2016 r. powstała galeria internetowa z dawnymi oraz aktualnymi zdjęciami wsi Jeziórko: http://jeziorko.j.pl .